# Australian and New Zealand Army Corps
Das Australian and New Zealand Army Corps (ANZAC) war ein Armeekorps der Streitkräfte des Britischen Empire im Ersten Weltkrieg. Es wurde aus Australiern und Neuseeländern gebildet. Das ANZAC kämpfte bei der Schlacht von Gallipoli, im Nahen Osten sowie in Frankreich und Belgien.
In Australien, Neuseeland und Tonga feiert man den ANZAC-Tag zum Gedenken an die Gefallenen des Korps. Diesen Feiertag begeht man jedes Jahr am 25. April, dem Tag, als das ANZAC im Jahr 1915 auf der Halbinsel Gallipoli während der alliierten Dardanellenoperation landete.

## Formation

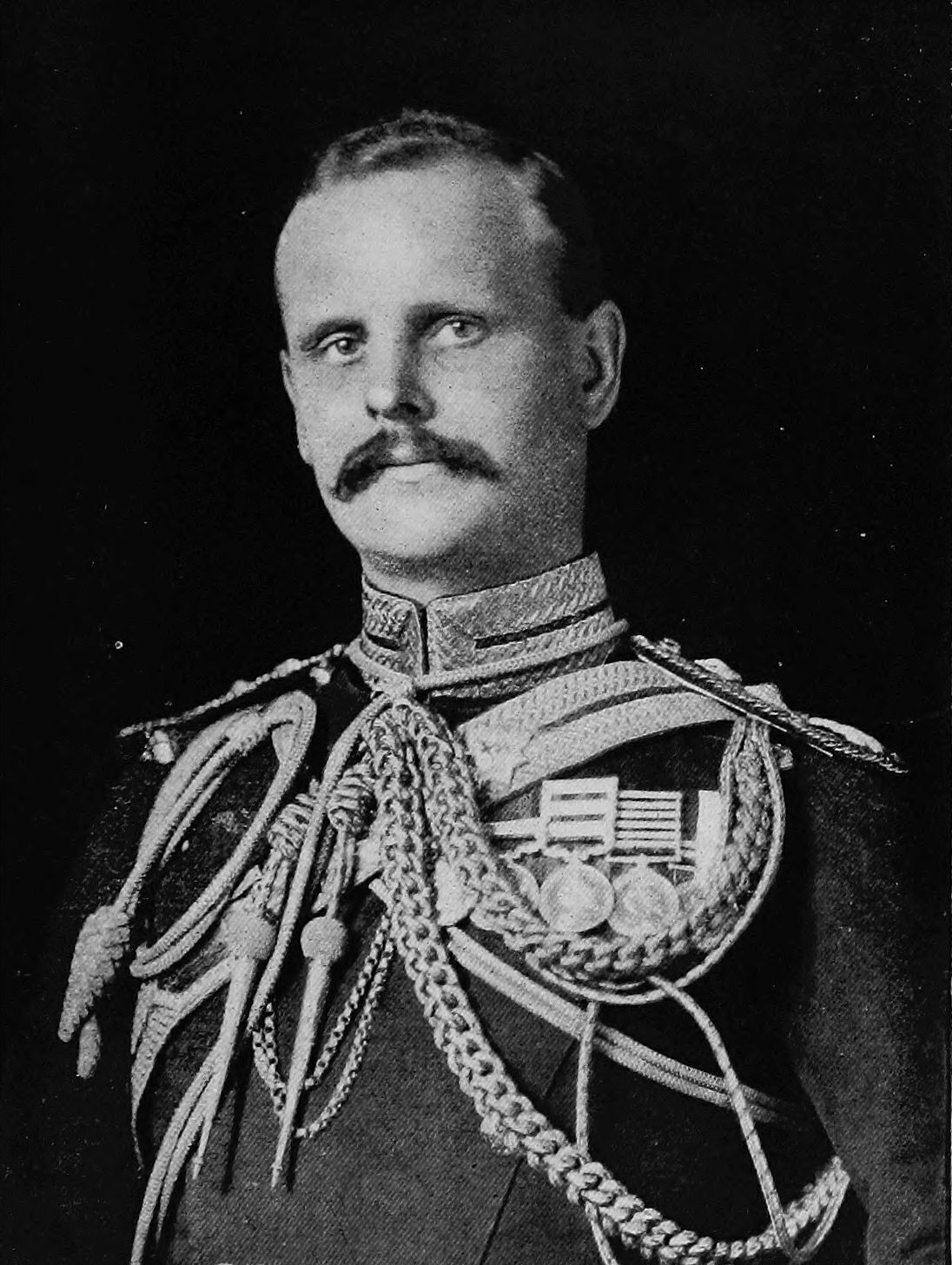
General William Birdwood, Kommandeur des ANZAC-Corps in der Gallipoli-Kampagne

Die ursprüngliche Formation, die im Frühling 1915 in der später so genannten ANZAC-Bucht auf Gallipoli gegen die türkischen Verteidiger antrat, stand unter dem Kommando von General William Birdwood. Sie setzte sich zusammen aus der 1. Australischen Division unter Major General William Throsby Bridges sowie der New Zealand and Australian Division unter Major General Alexander Godley. Drei australische und eine neuseeländische Kavalleriebrigade wurden während dieser Schlacht als Infanterieeinheiten eingesetzt. Die 2. Australische Division erreichte die Halbinsel im August 1915. Einige weitere Bataillone stießen in den letzten Kampfmonaten hinzu.
Nach der fehlgeschlagenen Dardanellenoperation formierte man das ANZAC in Ägypten neu. Der neuseeländische Anteil wurde als eigenständige New Zealand Division aus dem Korps herausgelöst. Die australischen Einheiten durchliefen eine Neustrukturierung. Man formierte je drei Divisionen in zwei neue Armeekorps, das I. ANZAC-Korps und II. ANZAC-Korps. Dabei wurden die 4. Australische Division und die 5. Australische Division neu aufgestellt. Die 3. Australische Division war bereits im Heimatland zusammengestellt und dann direkt nach Großbritannien und Frankreich entsandt worden.
Während dieser Zeit wurde „ANZAC“ zu einer geläufigen Kurzform. Damit wurden sämtliche Verbände bezeichnet, die sich aus australischen und neuseeländischen Einheiten zusammensetzten. Das I. ANZAC-Korps wurde unter der Führung von General Birdwood im März 1916 nach Frankreich abkommandiert, das von General Godley befehligte II. ANZAC-Korps folgte wenige Zeit später.
Die ANZAC Mounted Division (berittene Division) unter Harry Chauvel wurde ebenfalls 1916 formiert. Ihr Einsatzgebiet war der Nahe Osten, insbesondere Ägypten, die Sinai-Halbinsel und Palästina.
An der Westfront waren die ANZACs an vielen Schlachten beteiligt. Australische und neuseeländische Einheiten bezog man im Rahmen einiger britischer Verbände in die Somme-Schlacht ein. Während der Schlacht von Pozières trat das ANZAC erstmals auf (I. ANZAC bestehend aus der 1., 2. und 4. Australischen Division). Im weiteren Verlauf des Krieges wurde Ende 1917 das Australian Corps unter General Birdwood (später John Monash) mit allen fünf australischen Divisionen gebildet. Die New Zealand Division diente unter verschiedenen britischen Korps.
1919 wurde General Birdwood mit dem Titel Baronet, of Anzac and of Totnes in the County of Devon eine erbliche Ritterwürde (Gentry) verliehen. 1938 wurde er dann als „Baron Birdwood, of Anzac“ zum Peer ernannt.

## ANZAC-Militärfriedhöfe
- Arıburnu Anzac Bay, Türkei
- Kanlı Sırt (Lone Pine), Türkei
- Twelve Tree Copse Cemetery, Krithia, Türkei
- Be’er Scheva, Israel

## Benennungen
Im Zusammenhang und zur Erinnerung wurden verschiedene Dinge nach ANZAC benannt:
- Anzac Bay, eine kleine Bucht auf der Insel Waiheke Island, Neuseeland
- Anzac Bay, eine kleine Bucht am Zipfel von Bowentown, Neuseeland
- ANZAC Biscuit, ein Gebäck, das in Australien und Neuseeland während des Ersten Weltkriegs zur Unterstützung der Truppen gebacken wurde
- ANZAC Bridge, ist eine Straßenbrücke über die Johnstons Bay westlich der Innenstadt von Sydney
- ANZAC Day, ein Gedenktag in Australien und Neuseeland
- ANZAC Hill, ein Hügel in Alice Springs mit Aussicht über die Stadt
- ANZAC Mounted Division, war eine berittene Division leichter Kavallerie während des Ersten Weltkrieges
- ANZAC Parade, eine Straße in Canberra, Australien
- ANZAC-Klasse, eine Klasse von Lenkwaffenfregatten
- Anzac Highway, eine Hauptverkehrsstraße im Südwesten der Stadt Adelaide